# María Josefa Pérez
María Josefa Pérez (Coronel Suárez, 1970-2014) fue una astrónoma argentina. Fue doctora en Astronomía, en la especialidad de astrofísica teórica sobre galaxias interactuantes. Fue investigadora adjunta del CONICET en el Instituto de Astronomía y Física del Espacio (IAFE, CONICET-UBA) y profesora en la Universidad Nacional de La Plata (UNLP). Fue miembro profesional de la Asociación Argentina de Astronomía (AAA) y de la Unión Astronómica Internacional.

## Reseña biográfica
Josefa nació en Coronel Suárez, provincia de Buenos Aires. Fue la hija única de Nelly Pérez, quien fuera docente –por muchos años trabajadora de escuelas rurales- y una activa dirigente del Centro de Educadores Suarenses. Josefa Pérez obtuvo el título de Licenciada en Astronomía en 1997, y fue distinguida con el premio Joaquín V. González por ser uno de los mejores promedios de su graduación. Luego obtuvo el doctorado en Astronomía. Su especialidad era astrofísica teórica y tenía estudios teóricos y observacionales de galaxias interactuantes. Fue investigadora en el cuerpo de profesionales del Instituto de Astronomía y Física del Espacio en la Universidad Nacional de La Plata, casa de estudios de la que era profesora adjunta en la Facultad de Ciencias Astronómicas y Geofísicas.
Durante su vida académica fue parte de numerosos proyectos de investigación astronómica, publicaciones y congresos, tanto en el IAFE como en la UNLP, en el estudio de las dinámicas estelares. Codirigió en 2009 el proyecto binacional argentino-mexicano “Evolución de galaxias y efectos del medio ambiente: teoría y observaciones”, dentro del marco del Programa de Cooperación Científico-Tecnológica MINCyT-CONACyT, junto con Vladimir Antón Ávila Reese, de la Universidad Nacional Autónoma de México (UNAM).
Además de desempeñarse como profesora adjunta en la UNLP, tuvo diversos cargos de gestión en la Facultad de Ciencias Astronómicas y Geofísicas en 1997 y Consejera Superior Graduada en 1998. 
Falleció el 24 de agosto de 2014, luego de unos meses de enfermedad, y su deceso fue lamentado por las comunidades de la Universidad de La Plata, y también del CONICET.

## Distinciones
María Josefa Pérez fue reconocida por esa casa de estudios en 1997 con la distinción “Joaquín V. González” por ser su promedio uno de los mejores en su año de graduación.
El asteroide (4555) Josefaperez, descubierto el 24 de agosto de 1987 por Stephen Singer-Brewster desde el Observatorio del Monte Palomar, Estados Unidos, fue nombrado en su honor.